# Râul Lazăru, Latorița
Râul Lazăru este un curs de apă, afluent al râului Latorița. 